# Carlo Artaria
Carlo Artaria (* 1747; † 1808) war ein bedeutender Musik- und Kunstverleger in Wien. Er war der Begründer des Wiener Stammhauses Artaria & Co., das sich von 1770 bis 1931 im Besitz der Familie befand.

## Leben
Carlo war der Sohn des Kunsthändlers Cesare Timoteo Artaria (1706–1785) und der Maria geb. Moissi. Er gründete mit seinem Onkel Giovanni Casimiro (1725–1797) das Mainzer Stammhaus, das er 1766 verließ. Mit kaiserlichem Privileg vom 10. Februar 1770 gründete er im gleichen Jahr mit seinem Vetter Francesco (1744–1808) das Wiener Stammhaus, das 1789 in das Haus Zum englischen Gruß (später Artaria-Haus am Kohlmarkt 9) umzog. Es wurde ein führendes Unternehmen im Bereich des Verlags von Kunstdrucken und Landkarten. 1778 wurde eine Musikabteilung angegliedert. Zeitweise bestanden Partnerschaften mit seinem Schwager Giovanni Cappi (1793–1801) und Tranquillo Mollo (1793–1798).
Die Musikabteilung verlegte die Werke Mozarts, Gluck, Josephs und Michael Haydns, Carl Philipp Emanuel Bach, Luigi Boccherini, Muzio Clementi, Carl Ditters von Dittersdorf, Johann Nepomuk Hummel, Giovanni Paisiello, Ignaz Pleyel und Antonio Salieri. 1793 kam Beethoven hinzu.
Carlo Artaria verkaufte 1802 seine Anteile am Wiener Unternehmen dem zukünftigen Schwiegersohn Domenico Artaria, der 1804 erster Alleininhaber des Wiener Hauses wurde. 1805 verlor Beethoven einen Prozess nach langwierigen Streitigkeiten um das Streichquintett C-Dur op. 29, woraufhin er seine Verbindung zu Artaria & Co. weitgehend einstellte.

### Familie
Carlo Artaria war verheiratet mit Maria geb. Cappi. Seine Tochter Teresa (1786–1844) heiratete Domenico Artaria (1775–1842). Das Paar hatte drei Söhne, von denen August (1807–1893) der bekannteste wurde.